# Schmücke dich, o liebe Seele
Schmücke dich, o liebe Seele (BWV 180) is een religieuze cantate van Johann Sebastian Bach.

## Programma
Bach componeerde deze cantate voor de 20e zondag na Trinitatis in zijn tweede jaar als cantor van de Thomaskirche in Leipzig. Het werk werd voor het eerst uitgevoerd op 22 oktober 1724 in Leipzig. De traditionele Evangelielezing voor deze zondag is de Parabel van de koninklijke bruiloft (Mattheüs 22:1-14). In de tekst staat het Heilig avondmaal centraal, waarbij de relatie tussen bruid en bruidegom symbool staat voor de relatie tussen Christus en de gelovige ziel.

## Tekst en melodie
Bij deze koraalcantate baseerde Bach zich op het gelijknamige avondmaalslied van Johann Franck uit 1649 op een melodie van Johann Crüger.
Bachs tekstdichter is onbekend, mogelijk betrof het Andreas Stübel. Hij nam het eerste en negende couplet over als begin- en eindkoraal. Het vierde couplet werd overgenomen in deel 3. De overige strofes werkte hij om tot recitatieven en aria's.
Het werk kent de volgende delen:
1. Koraal: Schmücke dich, o liebe Seele
2. Aria (tenor): Ermuntre dich: dein Heiland klopft
3. a Recitatief (sopraan): Wie teuer sind des heiligen Mahles
4. b Koraal (sopraan): Ach, wie hungert mein Gemüte
5. Recitatief (alt): Mein Herz fühlt in sich Furcht und Freude
6. Aria (sopraan): Lebens Sonne, Licht der Sinnen
7. Recitatief (bas): Herr, lass an mir dein treues Lieben
8. Koraal: Jesu, wahres Brot des Lebens

Het feestelijke karakter komt tot uitdrukking in het gebruik van majeur toonsoorten en dansvormen: een gigue (deel 1), een bourree (deel 2) en een polonaise (deel 3).

## Muzikale bezetting
De cantate is geschreven voor vier solisten: (sopraan, alt, tenor en bas) en vierstemmig koor. Het orkest bestaat uit twee blokfluiten, traverso, hobo, hobo da caccia, viool I/II, altviool, violoncello piccolo en basso continuo. Het is een van de weinige cantates waar Bach een Violoncello piccolo gebruikt, een cello met een extra (vijfde) snaar.

## Toelichting
Het openingskoraal (1) begint met een uitgebreid instrumentaal ritornel. Heeft de vorm van een gigue en staat in een 12/8 maat. In de tekst wordt de gelovige uitgenodigd om bij Christus te gast te zijn.
Dan volgt de tenor-aria Ermuntre dich: dein Heiland klopft (2) waarin de uitnodiging herhaald wordt. Muzikaal is stuk een trio voor tenor, traverso en violoncello piccolo. Het heeft een vrolijk en verwachtingsvol thema dat virtuoos wordt neergezet door de traverso.
In deel (3) reciteert eerst de sopraan over hoe kostbaar de Gaven Gods zijn. Vervolgens wordt dit door de violoncello piccolo vloeiend verbonden met het daaropvolgende koraalvers dat spreekt over honger en dorst naar deze Gaven. Hierin zingt de sopraan de versierde koraalmelodie.
Het recitatief voor alt (4) vormt het centrum van de cantate. De strofe gaat over het mysterie van het geloof waarbij het gemoed van de alt van vrees overgaat in vreugde. Dit is te horen in de blokfluiten die eerst lange akkoorden spelen en zich daarna steeds meer melodisch laten horen.
In deel (5) jubelt de gelovige ziel over de zonneschijn die Christus in ons bestaan brengt. Deze sopraanaria wordt begeleid door het volledige orkest en heeft de vorm van een polonaise in 3/4-maat.
Het basrecitatief (6) wordt secco begeleid, en mondt uit in een arioso op Deiner liebe stets gedenken.
De cantate wordt besloten met een vierstemmige harmonisering van Francks laatste couplet. Hierin vraagt de zingende kerkgemeente om hulp bij een waardige deelname aan het avondmaal.